# Kenelm Digby
sir Kenelm Digby (ur. 11 lipca 1603 w Gayhurst, zm. 11 czerwca 1665 w Londynie) – angielski dworzanin, filozof, dyplomata i naukowiec.

## Życiorys
Urodził się 11 lipca 1603 w Gayhurst jako syn sir Everarda Digby’ego, który został w 1606 stracony za udział w spisku prochowym. Wychowywany był przez matkę, w wierze katolickiej. Od młodości dużo podróżował, m.in. po Włoszech, Francji i Hiszpanii. Podczas pobytu we Włoszech wzbudził podziw swoimi występami w debatach filozoficznych. Studiował na University of Oxford, ale w 1620 opuścił uczelnię bez uzyskania dyplomu. Ponownie wyjechał za granicę pod wpływem matki, która chciała w ten sposób zakończyć jego związek z Venetią, córką sir Edwarda Stanleya. W 1623 w Madrycie został dołączony do dworu księcia Karola (późniejszego króla Karol I Stuarta) i brał udział w negocjacjach dotyczących królewskiego małżeństwa. Po powrocie do Anglii został obdarowany tytułem szlacheckim przez Jakuba I i mianowany członkiem rady przy Karolu. W 1625 poślubił Venetię Stanley – do ślubu doszło w tajemnicy.
By zyskać przychylność na dworze, w 1627 Digby zajął się kaperstwem. Atakował francuskie statki, które cumowały przy weneckim nabrzeżu w İskenderun, a podczas postoju w Algierze wynegocjował uwolnienie 50 angielskich niewolników. Po powrocie do Anglii w 1628 został jednak poproszony o zakończenie tej kampanii – w obawie przed retorsjami względem angielskich kupców. Po śmierci żony w 1633 osiadł w Gresham College, gdzie zajął się przez dwa lata eksperymentami chemicznymi. Po 1635 zbliżył się do katolickiej królowej Henryki Marii i wspierał wyprawę Karola I przeciw szkockim prezbiterianom z lat 1639–1640. W efekcie w 1641 Digby został wezwany przed Parlament jako katolicki odstępca. Po tym zajściu wyjechał do Francji, gdzie w pojedynku zabił tamtejszego arystokratę, który obraził Karola I. Po powrocie do Anglii został uwięziony przez Parlament (1642–1643), a po zwolnieniu wyjechał do Paryża. To w czasie pobytu w tym mieście opublikował swoje prace filozoficzne Of the Nature of Bodies (1644) oraz Of the Nature of Mans Soule (1644).
Ponownie wrócił do Anglii, gdzie królowa Henryka Maria mianowała go swoim kanclerzem. Jako taki dwukrotnie podróżował z misją dyplomatyczną do papieża Innocentego X, z prośbą o pomoc dla rojalistów w angielskiej wojnie domowej. To wówczas Digby obiecał konwersję Karola I i jego najważniejszych stronników na katolicyzm. W 1649 Parlament wygnał go z Anglii, ale pozwolono mu powrócić w 1654. Próbował wówczas uzyskać u Olivera Cromwella akt tolerancyjny dla katolików. Po przywróceniu monarchii został w 1660 przywrócony na stanowisko kanclerza królowej Henryki Marii. W 1664 został oddalony z dworu, gdy wstawił się za arystokratą, który popadł w niełaskę.
Dalsze lata spędził na studiowaniu literatury i eksperymentach naukowych. Znalazł się wśród członków założycieli Royal Society i został zaproszony do napisania pierwszej publikacji Towarzystwa: A Discourse Concerning the Vegetation of Plants (1661). Z czasem przestał jednak nadążać za standardami naukowymi, które Royal Society miało nadzieję promować. Interesował się alchemią, m.in. próbą przekształcenia metali nieszlachetnych w złoto, a także środkiem, który miał leczyć rany poprzez przyłożenie go do broni, która je zadała. Jego liczne prace obejmują także zbiory przepisów kulinarnych i leczniczych. Digby był m.in. właścicielem huty szkła. Jako jeden z wielu podejmował próby wyprodukowania butelek do wina, jednak to właśnie w jego wypadku zakończyły się one sukcesem. Następnie walczył o uznanie swojego patentu, dzięki czemu w 1662 Parlament przyznał mu pierwszeństwo.
Zmarł 11 czerwca 1665 w Londynie.